# Kebalen
Kebalen is een bestuurslaag in het regentschap Bekasi van de provincie West-Java, Indonesië. Kebalen telt 49.027 inwoners (volkstelling 2010).